# Bizanti
Bizanti (Bisanti, Bisantius, Bysantius, Bižanti), kotorska plemićka obitelj. Dala više pojedinaca koji su se istaknuli kao hrvatski književnici, pomorci, vojnici, pravnici i prelati.
Obitelj se u povijesnim dokumentima spominje od 11. do sredine 19. st. kao Bisanti, Bižanti i Bysantius.
Od članova obitelji osobito su se istaknuli vojnički zapovjednik i pomorac Marin (14. st.), u mletačkoj službi za rata protiv Ugarske (1378. – 81.) i Genove (1379. – 81.) u ratu za Chioggiu, humanist Tripun (1460. – 1540.), biskup u Kotoru i Cenedi u Italiji, humanist i pjesnik Ilija Tripun (1480. – 1530.) koji je u Italiji stekao doktorat iz filozofije i teologije, nekoliko njegovih latinskih prigodnica sačuvano je u ostavštini G. Prage u mletačkoj Marciani. Pjesnik Juraj, zatim pjesnik Luka (1503. – 75.), tiskao Oficij svetoga Trifuna Mučenika… (Offitium sancti Triphonis Martyris…, 1561.) kojemu je pridodao nekoliko svojih pjesama. Humanist i pjesnik Marijan (početak 16. st. – oko 1572.), službovao u rodnome Kotoru; pjesme su mu izgubljene. Teološki i crkvenopravni pisac Pavao (1529. – 87.), djelatan u provođenju mjera Tridentskog koncila i autor više latinskih rasprava s područja crkvenoga prava; sačuvano je nekoliko njegovih tekstova o pastoralnoj djelatnosti. Jerolim (1533. – 71.), zapovjednik bokeljskog brodovlja u mletačkoj službi i sudionik bitke kraj Lepanta u kojoj je poginuo. Pravnik i povjesničar Antun (1683. – 1742.) proučavao je izvornu građu za povijest Dalmacije i Boke kotorske, bio je savjetnik F. Riceputiju za rad na djelu Illyricum sacrum, nije ostavio nijednoga samostalna rada, a pripisuje mu se rukopis Kotorska kronologija (Cronologia di Cattaro). Pisac Grgur (1720. – 90.) pisao je prozu i stihove na talijanskome i latinskome, ostavio rukopisnu zbirku stihova, koja je danas izgubljena Spominje se i Nikola, pravnik.
U Kotoru su imali baroknu palaču Bizanti.
Prigodnice i poslanice pisao im je hrvatski pjesnik iz Crne Gore Ivan Bolica Kokoljić. Sliku za oltar Nikole Bizantija u katedrali sv. Tripuna izradio je hrvatski slikar Matej Junčić, a studenoga 1445. isti se obvezao izvršiteljima oporuke Bazilija Bizantija da će izvesti po jednu sliku za crkve sv. Jakova i sv. Pavla.